# Patrick Modiano

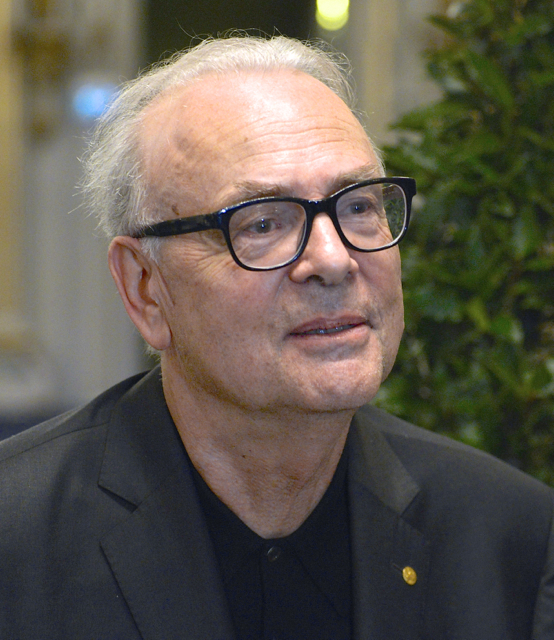
Patrick Modiano (2014)

Patrick Modiano (* 30. Juli 1945 in Boulogne-Billancourt bei Paris) ist ein französischer Schriftsteller und Autor von rund dreißig Romanen, für die er mit einer ganzen Reihe von Preisen geehrt wurde, darunter dem Grand Prix du Roman der Académie française und dem Prix Goncourt. Am 9. Oktober 2014 wurde ihm der Nobelpreis für Literatur zuerkannt: „Für die Kunst des Erinnerns, mit der er die unbegreiflichsten menschlichen Schicksale wachgerufen und die Lebenswelt während der (deutschen) Besatzung sichtbar gemacht hat.“

## Leben
Patrick Modiano wurde 1945 im Haus Nr. 11 der Allée Marguerite in Boulogne-Billancourt geboren. Sein Vater Albert (1912–1977) war ein italienisch-jüdischer Kaufmann mit sephardischen Wurzeln in Thessaloniki, seine Mutter Louisa Colpeyn (1918–2015) eine belgische Schauspielerin. Die Eltern lernten sich in Paris während der deutschen Besatzungszeit kennen. Seine Kindheit verbrachte Modiano in Paris in einer Wohnung im Haus Nr. 15 am Quai de Conti, die sein Vater 1942 von Maurice Sachs übernommen hatte. Als Schüler lebte er bis zur Volljährigkeit in Internaten. Sein einziger Bruder Rudy starb 1957 im Alter von neun Jahren an Leukämie. Ihm widmete Modiano die Arbeiten zwischen 1967 und 1982. In seinem autobiografischen Buch Ein Stammbaum beschrieb er seine Kindheit und Jugend.
Das Baccalauréat legte Modiano 1962 in Annecy ein Jahr früher als vorgesehen ab. Seit 1960 hatte er Geometrieunterricht bei dem Schriftsteller Raymond Queneau, einem Freund seiner Mutter, genommen. Diese Bekanntschaft führte dazu, dass er seine Studien am Pariser Lycée Henri IV, das ihn auf den Concours für eine Grande École vorbereiten sollte, nach wenigen Wochen aufgab. Stattdessen ließ er sich von Queneau in die Welt der Literatur einführen. Unter anderem nahm Queneau den jungen Modiano zu einer Cocktailparty des Verlags Éditions Gallimard mit. Gallimard nahm ihn unter Vertrag.
1968 veröffentlichte Modiano, nicht ohne es zuvor Queneau zu lesen gegeben zu haben, sein erstes Werk, La Place de l’Étoile. „Sternplatz“ – place de l'étoile – heißt der Platz in Paris, auf dem der Arc de triomphe steht, es ist in diesem Fall aber auch die Stelle auf Höhe des Herzens gemeint, wo Juden unter der deutschen Besatzung den sogenannten Judenstern befestigen mussten.
Patrick Modiano lebt im 6. Arrondissement in der Nähe des Jardin du Luxembourg in Paris. Er ist seit dem 12. September 1970 mit Dominique Zehrfuss (* 1951) verheiratet, Tochter des Architekten Bernard Zehrfuss. Das Ehepaar hat zwei Töchter: Zina (* 1974) und Marie (* 1978).

## Werk
Modianos Werk kreist immer wieder um die Themen Erinnerung, Vergessen, Identität und Schuld. Dabei reichen die „Erinnerungen“ Modianos nach David Foenkinos scheinbar bis in die Zeit vor seiner Geburt zurück. So beschreiben zahlreiche Werke des 1945 geborenen Modiano die Erfahrung des Zweiten Weltkriegs. Als einen Schlüssel zu seinem Werk sieht Foenkinos ein Zitat des französischen Dichters René Char, das Modiano seinem autobiografischen Roman Familienstammbuch (frz. Livret de famille) vorangestellt hat: „Leben heißt, beharrlich einer Erinnerung nachzuspüren“. („Vivre, c’est s’obstiner à achever un souvenir“.)
Ebenfalls vom Nachspüren handelt Dora Bruder. In diesem Roman recherchiert der Ich-Erzähler anhand von Zeitungsausschnitten und Polizeiakten das Verschwinden eines jüdischen Mädchens während der Nazi-Besetzung des Landes. Er macht sich in Ämtern und Behörden auf die Suche nach Spuren und rekonstruiert so das Schicksal dieser jungen Frau, Dora Bruder, und ihrer Familie, die deportiert wurden. Der Autor zeichnet das Leben des Mädchens nach, indem er die Orte mit den Erinnerungen des Ich-Erzählers verknüpft.
Im deutschen Sprachraum wurde Modiano erst 1985 durch die Übersetzung von Une Jeunesse (Eine Jugend) durch Peter Handke bekannt. Seither wurden nahezu alle Werke des Schriftstellers ins Deutsche übersetzt, der große Durchbruch beim Publikum blieb ihm allerdings noch versagt. Auch die literaturwissenschaftliche Untersuchung des Werkes von Patrick Modiano steht im deutschsprachigen Raum noch am Anfang.
In seiner französischen Heimat hingegen gilt Modiano als zeitgenössischer Klassiker und „skeptischer Romantiker“. Er gehört zu jenen Intellektuellen, die sich gegen eine Verharmlosung des Vichy-Regimes wenden, und stellt seine Werke unter die Maxime einer „Pflicht zur Erinnerung“. Dabei zeichnet seine Darstellung der Okkupationszeit Grautöne statt Schwarz-Weiß-Malerei zwischen den Kollaborateuren und der Résistance. Ein häufiges Thema ist die Frage nach der jüdischen Identität.
In seiner Nobelpreisrede stellte sich Modiano als Vertreter einer bestimmten Epoche der französischen Literatur dar: „1945 geboren zu sein, nachdem Städte zerstört und ganze Bevölkerungen verschwunden waren, muss mich, wie andere meines Alters, sensibler für die Themen Erinnerung und Vergessen gemacht haben.“
Im Vorwort zu seinem Band Romans (2013), der 10 seiner Romane enthält, erläutert Modiano, was es mit den Abbildungen auf sich hat, die er dem Band wie ein Album voranstellt: Sie könnten suggerieren, dass seine Werke eine Art erträumte oder imaginäre Autobiographie sind. Sogar die Fotos seiner Eltern seien – für ihn – zu Fotos imaginärer Figuren geworden.

### Modianos Auffassung der Rolle von Lesern
Modiano schreibt im Vorwort zu seinem Band Romans (2013), dass der Autor selbst nie ein Leser seiner Werke sein könne. Aus Sicht eines Schriftstellers formuliert er seine Auffassung der Rolle von Lesern folgendermaßen: „Une fois achevé, ses livres se dérobent à lui et le rejettent au profit du vrai lecteur, celui qui les comprendra mieux que leur auteur et qui, par un processus chimique, les révélera à eux-memes.“ ("Hat man als Schriftsteller seine Bücher erst einmal fertiggestellt, entziehen sich ihm seine Werke und lehnen den Autor ab – zu Gunsten des wahren Lesers, der die Werke besser versteht als deren Autor und der sie mittels eines chemischen Prozesses vor den eigenen Augen in Erscheinung treten lässt.")

### Stil
Stilistisch ist Modiano schwer einzuordnen. Teilweise wird er der französischen „mode rétro“ mit ihren traditionellen Erzählverfahren zugeordnet. Seine fragmentarische, collageartige Technik nimmt jedoch auch Mittel des experimentellen Nouveau roman auf. Dabei bleibt Modianos Stil jedoch stets flüssig und sorgte gerade dadurch für seinen Erfolg in Frankreich, wo er bereits 1978 mit dem Prix Goncourt ausgezeichnet wurde. Elisabeth Edl, die mehrere Werke Modianos ins Deutsche übersetzt hat, sagte in einem Interview, dass Modianos Texte der gesprochenen Sprache ähnelten, „zugleich aber sehr poetisch“ seien und nannte als Schwierigkeit beim Übersetzen, dass man in der deutschen Sprache „allzu leicht in einen gehobenen Ton, der Modiano nicht entspricht“, verfalle.

### Im Café der verlorenen Jugend (2007)
In diesem Werk werden Vermutungen und Gewissheiten über eine junge Frau erzählt, die zwei Namen hat, Louki und Jacqueline, je nachdem, in welchem Quartier von Paris sie sich bewegt, und die ihrem Leben selbst ein Ende setzt. Trotz minutiöser geografischer Angaben bleiben ihre Lebensspuren größtenteils nicht verifizierbar. Nach der Lektüre hat man nur eine vage Ahnung, was tatsächlich passiert ist und wann. Auf der metadiskursiven Ebene wird darüber reflektiert, wie eine literarische Figur (nicht) geschaffen werden kann. Auch auf anderen Ebenen des Textes sind Instabilitäten zu finden, die unterstreichen, dass die Figur Louki/Jacqueline den erzählerischen Möglichkeiten widersteht. Modiano nutzt erstmals verschiedene Erzählperspektiven. Neben Louki spielen Guy Debord und Georges Gurdjieff als Phantome eine Rolle. Weitere große Namen in der Pariser Künstlerbohème der 1960er Jahre kommen vor, unter anderem als Gäste des „Le Condé“, in dem einige der Szenen in Rückschau spielen. Die Bereitschaft der männlichen Figuren, einem Phantom gegenüber Mitgefühl zu zeigen, könnte ein Hinweis darauf sein, dass Modiano zunehmend schreibt, um sich zu versöhnen.

### Damit du dich im Viertel nicht verirrst (2014)
In einem Interview für den Verlag Gallimard hat Modiano Anfang Oktober 2014 eine persönliche Sicht auf seinen damals neu erschienenen Roman in Worte gefasst. Die Stimme eines unbekannten Anrufers, suspekt insistierend und mit dem Tonfall eines Erpressers, ruft bei Jean Daragane etwas aus seiner Kindheit in Erinnerung, von dem er dachte, dass er es längst vergessen hätte, eine Episode, die für sein Leben bestimmend werden sollte. Verluste und gefühlte Abwesenheiten können einem Vergangenes wieder zugänglich machen. Daragane scheine tatsächlich eine sehr spezielle Kindheit gehabt zu haben. Die Aussagen, die andere bezüglich ihrer Erinnerungen an dieselbe Zeit machen, so stelle der Protagonist bei seinem Nachforschungen fest, stimmen mit den eigenen Erfahrungen nicht überein. Möglicherweise erscheint einem das, was man für Erinnerungen gehalten hat, am Ende als Ausgedachtes, so Modiano. Das Schweigen derjenigen, deren Spuren er verloren hat, bringe ihn zum Schreiben. Aber Personen erklären zu wollen, verstärke nur deren Geheimnishaftigkeit.

## Veröffentlichungen
- 1968 La Place de l’Étoile (revidierte Fassung 2004)
  - Place de l’Étoile, dt. von Elisabeth Edl (nach der Fassung von 2004), Hanser, München 2010, ISBN 3-446-23399-7. Dazu: Elisabeth Edl: Im düsteren Licht der Erinnerung. Nachwort, S. 163–190.
- 1969 La Ronde de nuit
  - Abendgesellschaft, dt. von Walter Schürenberg, Ullstein, Frankfurt am Main 1981 – in: Pariser Trilogie (dort unter dem Titel Die Lemuren), ISBN 3-550-06350-4.
- 1972 Les Boulevards de Ceinture
  - Außenbezirke, dt. von Walter Schürenberg, Ullstein, Frankfurt am Main/Wien/Berlin 1981 – in: Pariser Trilogie, ISBN 3-550-06350-4.
- 1975 Villa Triste
  - Villa Triste, dt. von Walter Schürenberg, Ullstein, Berlin/Frankfurt am Main 1977, ISBN 3-550-06270-2.
  - auch als: Das Parfum von Yvonne, gleiche Übersetzung, Suhrkamp, Frankfurt am Main 1994, ISBN 3-518-38857-6.
- 1976 Emmanuel Berl, Interrogatoire
- 1977 Livret de famille
  - Familienstammbuch, dt. von Walter Schürenberg, Ullstein, Frankfurt am Main/Wien/Berlin 1981 - in: Pariser Trilogie, ISBN 3-550-06350-4.
- 1978 Rue des Boutiques Obscures
  - Die Gasse der dunklen Läden, dt. von Gerhard Heller, Propyläen, Frankfurt am Main 1979, ISBN 3-549-05576-5.
- 1981 Une Jeunesse
  - Eine Jugend, dt. von  Peter Handke, Suhrkamp, Frankfurt am Main 1985, ISBN 3-518-03575-4.
- 1981 Memory Lane (mit Illustrationen von Pierre Le-Tan)
  - Memory Lane (mit Illustrationen von Pierre Le-Tan), dt. von Elisabeth Edl, Kampa, Zürich 2024, ISBN 978-3-311-10144-4.
- 1982 De si braves garçons
- 1983 Poupée Blonde (mit Illustrationen von Pierre Le-Tan)
- 1984 Quartier perdu
- 1986 Dimanches d’août
  - Sonntage im August, dt. von Andrea Spingler, Suhrkamp, Frankfurt am Main 1989, ISBN 3-518-40169-6.
- 1988 Remise de peine
  - Straferlaß, dt. von Andrea Spingler, Suhrkamp, Frankfurt am Main 1990, ISBN 3-518-40234-X.
- 1988 Catherine Certitude (mit Illustrationen von Jean-Jacques Sempé)
  - Catherine, die kleine Tänzerin, dt. von Ingrid Altrichter, Diogenes, Zürich 1991, ISBN 978-3-257-01162-3.
- 1989 Vestiaire de l’enfance
  - Vorraum der Kindheit, dt. von Andrea Spingler, Suhrkamp, Frankfurt am Main 1992, ISBN 3-518-40447-4.
- 1990 Voyage de noces
  - Hochzeitsreise, dt. von Andrea Spingler, Suhrkamp, Frankfurt am Main 1991, ISBN 3-518-40348-6.
- 1990 Paris Tendresse (mit Photographien von Brassaï)
- 1991 Fleurs de ruine
  - Ruinenblüten, dt. von Andrea Spingler, Suhrkamp, Frankfurt am Main 2000, ISBN 3-518-39633-1.
- 1992 Un cirque passe
- 1993 Chien de printemps
  - Ein so junger Hund, dt. von Jörg Aufenanger, Kowalke Berlin 2000, ISBN 3-932191-19-6.
- 1996 Du plus loin de l’oubli
  - Aus tiefstem Vergessen, dt. von Elisabeth Edl, Hanser, München/Wien 2000, ISBN 3-446-19848-2.
- 1996 Le 21 mars, le premier jour du printemps. (in: Catherine Deneuve und Patrick Modiano, Elle s'appelait Françoise...)
- 1997 Dora Bruder
  - Dora Bruder, dt. von Elisabeth Edl, Hanser, München/Wien 1998, ISBN 3-446-19287-5.
- 1999 Des inconnues
  - Unbekannte Frauen, dt. von Elisabeth Edl, Hanser, München 2002, ISBN 3-446-20134-3.
- 2001 La Petite Bijou
  - Die Kleine Bijou, dt. von Peter Handke, Hanser, München 2003, ISBN 3-446-20272-2.
- 2002 Éphéméride
- 2003 Accident nocturne
  - Unfall in der Nacht, dt. von Elisabeth Edl, Hanser, München/Wien 2006, ISBN 3-446-20716-3.
- 2005 Un pedigree
  - Ein Stammbaum, dt. von Elisabeth Edl, Hanser, München 2007, ISBN 3-446-20922-0.
- 2007 Dans le café de la jeunesse perdue
  - Im Café der verlorenen Jugend, dt. von Elisabeth Edl, Hanser, München 2012, ISBN 978-3-446-23856-5.
- 2010 L’Horizon
  - Der Horizont, dt. von Elisabeth Edl, Hanser, München 2013, ISBN 978-3-446-23951-7.
- 2012 L’Herbe des nuits
  - Gräser der Nacht, dt. von Elisabeth Edl, Hanser, München 2014, ISBN 978-3-446-24721-5.
- 2013 Romans (10 Werke mit Vorwort und Fotos von Personen sowie Dokumenten), 1084 S., Gallimard, ISBN 978-2-07-013956-9, enthalten sind: Villa Triste, Livret de famille, Rue des Boutiques Obscures, Remise de peine, Chien de printemps, Dora Bruder, Accident nocturne, Un pedigree, Dans le café de la jeunesse perdue und L’Horizon.
- 2014 Pour que tu ne te perdes pas dans le quartier. roman, Gallimard, Paris 2014, ISBN 978-2-07-014693-2
  - Damit du dich im Viertel nicht verirrst, dt. von Elisabeth Edl, Hanser, München 2015, ISBN 978-3-446-24908-0.
- 2015 Discours à l'Académie suédoise, Gallimard, Paris 2015, ISBN 978-2-07-014906-3.
  - 2015 Die Kunst der Erinnerung. Stockholmer Rede, dt. von Elisabeth Edl, Hanser, München 2015, ISBN 978-3-446-24962-2.
- 2017 Souvenirs dormants. Gallimard, Paris 2017, ISBN 978-2-07-274631-4.
  - 2018 Schlafende Erinnerungen, dt. von Elisabeth Edl. Hanser, München 2018, ISBN 978-3-446-26010-8.
- 2017 Nos débuts dans la vie. Gallimard, Paris 2017, ISBN 978-2-07-274636-9.
  - 2018 Unsere Anfänge im Leben, dt. von Elisabeth Edl. Hanser, München 2018, ISBN 978-3-446-26011-5.
- 2019 Encre sympathique. Gallimard, Paris 2019, ISBN 978-2-07-275380-0.
  - 2021 Unsichtbare Tinte, dt. von Elisabeth Edl. Hanser, München 2021, ISBN 978-3-446-26918-7.
- 2021 Chevreuse. Gallimard, Paris 2021, ISBN 978-2-07-275385-5.
  - 2022 Unterwegs nach Chevreuse, dt. von Elisabeth Edl. Hanser, München 2022, ISBN 978-3-446-27407-5.
- 2023 La danseuse. Gallimard, Paris 2023, ISBN 978-2-07-303674-2.
  - Die Tänzerin, dt. von Elisabeth Edl. Hanser, München 2025, ISBN 978-3-446-28146-2.

## Verfilmungen
Literarische Vorlage
- 1983 – Das Geld bleibt unter uns (Une jeunesse)
- 1994 – Das Parfum von Yvonne (Villa triste, später als Das Parfum von Yvonne veröffentlicht)
- 2009 – Des gens qui passent (TV-Film von Alain Nahum, basierend auf Un cirque passe)

Drehbuch
- 1973 – Lacombe, Lucien (von Louis Malle)
- 1995 – Le fils de Gascogne (Co-Autor; von Pascal Aubier)
- 2003 – Bon Voyage (von Jean-Paul Rappeneau)

## Auszeichnungen

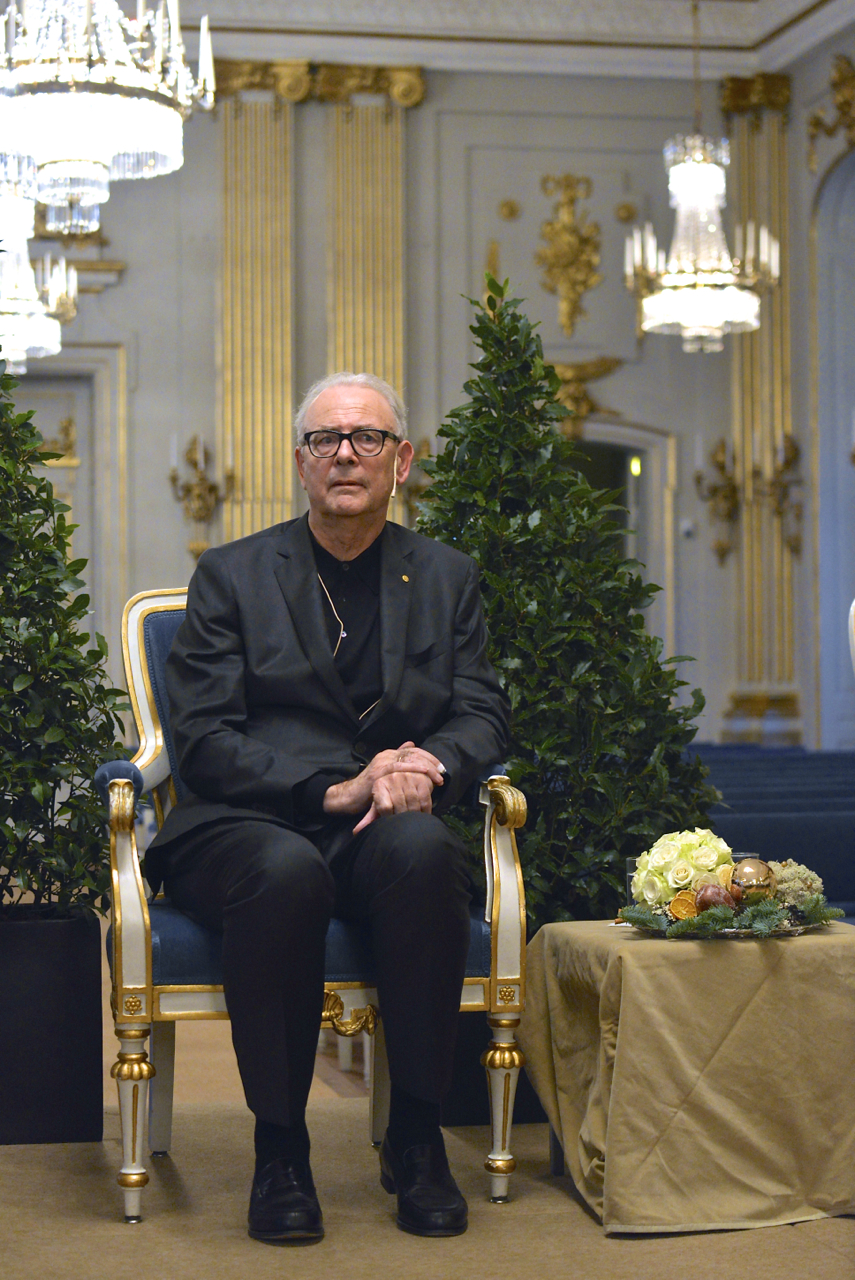
Patrick Modiano bei einer Pressekonferenz der Schwedischen Akademie im Börshuset (2014)

- 1968 Prix Fénéon und Prix Roger-Nimier für La place de l'Étoile
- 1972 Großer Romanpreis der Académie Francaise für Les Boulevards de Ceinture.
- 1978 Prix Goncourt für Rue des Boutiques Obscures (deutsch: Die Gasse der dunklen Läden, 1979 u.ö.).
- 2010 Preis der SWR-Bestenliste
- 2010 Prix mondial Cino Del Duca für sein Lebenswerk
- 2012 Österreichischer Staatspreis für Europäische Literatur
- 2014 Nobelpreis für Literatur[20]

## Varia
- 1997 Nebenrolle in dem Film Genealogien eines Verbrechens von Raúl Ruiz.